# 烏瓦 (密蘇里州)
烏瓦（英語：Uva）是位於美國密蘇里州馬里昂縣的非建制地區。

## 歷史
烏瓦的郵局於1898年設立，其後於1901年停運。

## 地理
烏瓦所處的海拔為高於海平面226米（即741英呎），而該地所採用的時區為UTC-6，即北美中部時區（CST）。同時該地設有夏令時間，為UTC-6調快一小時，即UTC-5（CDT）。